# Panamint Valley
Panamint Valley est un bassin situé à l'est du Chaînon Argus et du chaînon Slate, et à l'ouest du chaînon Panamint, à l'est de la Californie (États-Unis). Sa partie septentrionale se situe dans le parc national de la vallée de la Mort. La vallée a une orientation méridienne et s'étend depuis les Panamint Dunes au nord jusqu'à la base aéronavale de China Lake dans le comté de San Bernardino au sud. Elle comprend plusieurs sites intéressants : la ville fantôme de Ballarat, le Barker Ranch, etc.